# Эпинуа, Луи I де Мелён
Луи I де Мелён (фр. Louis I de Melun; 27 октября 1673 — 24 сентября 1704, Страсбург), 7-й принц д'Эпинуа — французский военный деятель.

## Биография
Сын Александра-Гийома де Мелёна, принца д'Эпинуа, и Жанны-Пелажи де Роган-Шабо.
Маркиз де Рубе, барон д'Антуан, коннетабль и наследственный сенешаль Фландрии.
3 мая 1675 был крещен в Версале Жаком-Бенином Боссюэ. Восприемниками при крещении были Людовик XIV и королева Мария Терезия.
Поступил на службу мушкетером в 1688 году. Служил в этом качестве при осадах Филиппсбурга, Мангейма и Франкендаля в том же году, в 1689 году сражался в битве при Валькуре, в 1690-м в битве при Флёрюсе.
25 февраля 1691 стал полковником Пикардийского полка, которым командовал в Германской армии до 1695 года. 3 января 1696 произведен в бригадиры, до конца войны служил в этом чине в Маасской армии. В 1698 году служил в Компьенском лагере.
6 июня 1701 назначен во Фландрскую армию. 29 января 1702 произведен в лагерные маршалы. Сложил командование полком и был направлен во Фландрию. В 1703 году участвовал в битве при Экерене. В 1704 году с частью Фландрской армии прошел в Германию, где умер от оспы. Его сердце было перевезено в Лилль и погребено в доминиканской церкви.

## Семья
Жена (7.10.1691): Элизабет-Тереза де Лоррен (5.04.1664—7.03.1748), принцесса де Лильбонн, дочь Франсуа-Мари де Лоррена, принца де Лильбонн, и Анны Лотарингской
Дети:
- Луи II де Мелён (10.1694—31.07.1724), принц Эпинуа, герцог де Жуайёз. Жена (23.02.1716): Арманда де Латур д'Овернь (28.08.1697—13.04.1717), дочь Эммануэля-Теодоза де Латур д'Овернь, герцога Буйонского, и Марии-Арманды де Латремуй
- Анн-Жюли-Аделаида (1698—18.05.1724). Муж (18.09.1714): Луи-Франсуа-Жюль де Роган (1697—1724), принц де Субиз